# 合奏 (ホントホルストの絵画)
『合奏』（がっそう、仏: Le Concert、英: The Concert）は、オランダ絵画黄金時代の画家ヘラルト・ファン・ホントホルストが1624年にキャンバス上に油彩で制作した絵画である。「G. Honthorst Fe. 1624」という画家の署名と制作年が記されている。元来、オラニエ公フレデリック・ヘンドリックのデン・ハーグの宮殿のために依頼された作品であるが、フランス革命中の1795年にフランス軍によりウィレム5世 (オラニエ公) のコレクションから略奪され、現在、パリのルーヴル美術館に所蔵されている。

## 作品

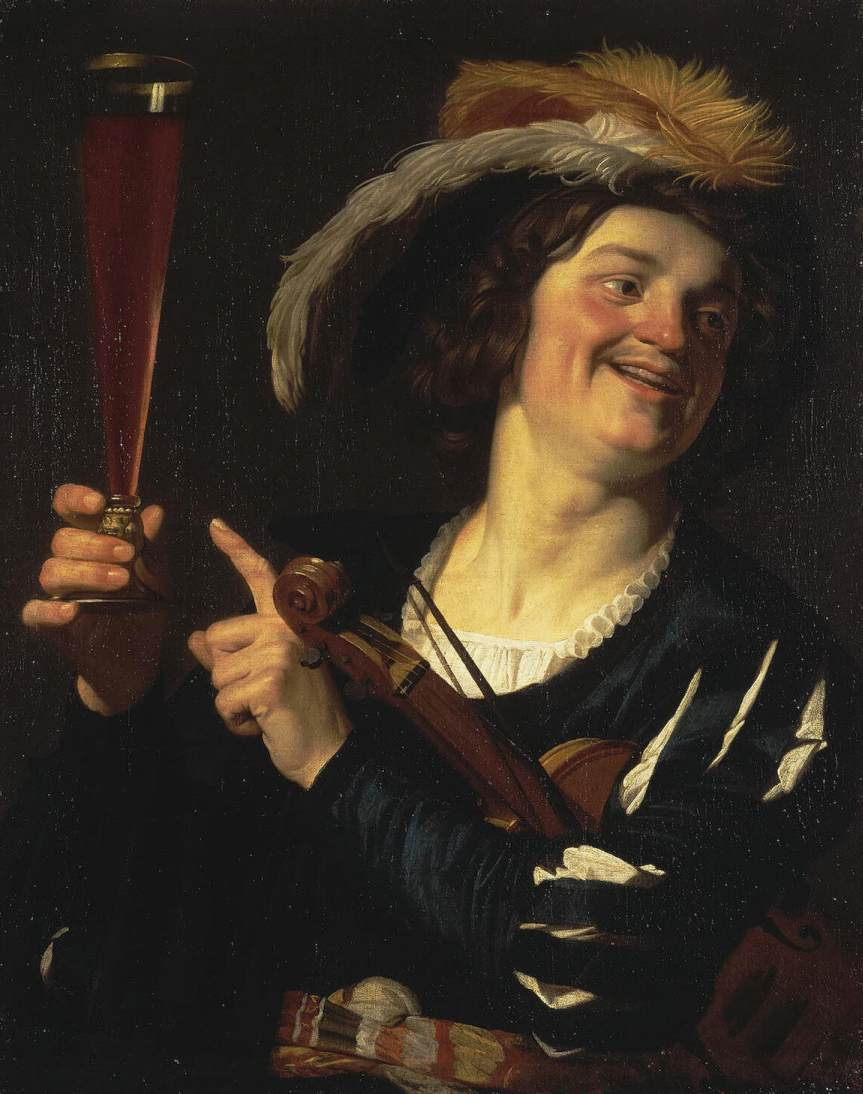
ヘラルト・ファン・ホントホルスト『陽気なヴァイオリン弾き』 (1624年)、エルミタージュ美術館、サンクトペテルブルク

17世紀の初めには何人かのオランダの画家がイタリアに旅行し、生々しい写実、光の影の劇的な対比「キアロスクーロ」で一世を風靡した巨匠カラヴァッジョに感化された。ホントホルストもその1人で、師のアブラハム・ブルーマールトの元で徒弟期間を過ごした後にイタリアで修業をし、故郷のユトレヒトに帰郷した1620年以降、カラヴァッジョとその追随者の間で人気の高かった音楽家の半身像を数多く描いた。イタリアで彼は「ゲラルド・デッレ・ノッティ (夜景のヘラルト)」という名で知られていたが、彼の作品には光と影の劇的な対比を描いていないものもあり、本作もそうした作品の1つである。
ファン・ホントホルストの最初期の作品のうちに数えられる本作は、大胆な遠近法で等身大の人物たちを建築物の内部に表している。画家は、ローマでシピオーネ・ボルゲーゼ枢機卿のために描かれたオラツィオ・ジェンティレスキとアゴスティーノ・タッシのトロンプルイユ的なフレスコ画 (パッラヴィチーニ＝ロスピッリオージ宮殿、ローマ) を十分に研究したが、それは間違いなく本作のトロンプルイユ的様式の拠り所となった。画面は鑑賞者が下から眺め、画中の音楽家や歌手の一団がバルコニーから鑑賞者を見下ろしているかのような幻視を与えるものとなっている。これは、絵画が本来、デン・ハーグの宮殿上階の大広間にあった暖炉の上部に掛けられたためである。絵画はまた、広間に設けられた本物の音楽家席を連想させるものでもあった。